# ピカデリーサーカス
ピカデリー・サーカス (Piccadilly Circus) は、ロンドンのシティ・オブ・ウェストミンスター（ウェストミンスター区）、ウエスト・エンドにある広場の名称および駅名である。「サーカス」とは「交差点」や「円形の広場」、「円形競技場」の意味であり、曲芸を行うサーカスのことではない。
商店の立ち並ぶ大通りであるピカデリーとリージェント・ストリートの接続地点として1819年に建設され、現在ではシャフツベリー・アベニュー、ヘイマーケット、コヴェントリー・ストリートおよびグラスハウス・ストリートもこの地点で合流している。ウエスト・エンド地区の中心に位置し、主な小売店や劇場を始めとするエンターテインメント施設が密集している。このため、観光客や買い物客、そしてバスやタクシー、自動車が集まり、広場近辺は常に混雑している。
ピカデリーサーカスは広場北側ビルの大きな街頭ディスプレイおよびネオンサインが有名であり、「エロス」の名で知られている噴水もまた有名である（後述）。広場の周りにはロンドン・パビリオンやクライテリオン・シアターといった歴史的な建造物も多い。広場の直下はロンドン地下鉄ピカデリー・サーカス駅になっている。

## 歴史

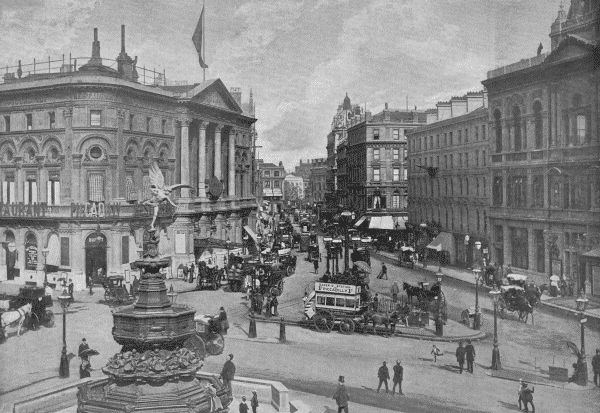
1896年当時のピカデリーサーカス

ピカデリーサーカスに合流する大通りにピカデリーの名が最初に登場したのは1626年のことである。著名な洋服店を経営するロバート・ベーカーの所有する建物の名前が「ピカデリーホール(Pickadilly Hall)」と名づけられたことがその最初であり、「様々な種類の襟」を意味する"piccadills"ないしは"piccadillies"を販売していたことに由来する。当時この通りはポルトガル・ストリートと呼ばれており、これはチャールズ2世の王妃キャサリン・オブ・ブラガンザがポルトガル王室出身であることを記念して付けられていた。1743年頃には通りの名前はピカデリーと呼ばれるようになっており、1819年にはピカデリーサーカスがリージェント・ストリートとの合流点として、ジョン・ナッシュの設計により、ハットン夫人所有の土地に建設された。元々は円形であったが、1886年にシャフツベリー・アベニューが建設されたことにより現在は円形ではない。
ピカデリーサーカスは建設以来交通の混雑する地点であり、というのも劇場密集地帯の真ん中に位置し、かつ商店の立ち並ぶピカデリーの出口に当たる場所だったためである。当時の混雑の様子をチャールズ・ディケンズの息子チャールズ・C・B・ディケンズは次のように描いている。「巨大な人の流れがヘイマーケットやリージェント・ストリートから西方のハイド・パーク・コーナーまで連なり("the great thoroughfare leading from the Haymarket and Regent-street westward to Hyde Park-corner")」、「ロンドンが誇ることのできる、パリの大通りに劣らない大通りである("the nearest approach to the Parisian boulevard of which London can boast")」。
ロンドン地下鉄のピカデリー・サーカス駅は1906年3月10日に、ベーカールー線の駅として開業し、12月にはピカデリー線が開業した。1928年には駅利用者の増加により大規模な改修が行われた。
1908年からは広告のネオンサインが設置された。また、1926年8月3日には最初の信号機も設置されている。
1960年代初頭、急増する交通量に対応するため、広場は大規模な再開発を迫られていた。1962年、ウィリアム・ホルフォード卿が地上交通の上に歩行者専用の大通りを建設するという、「二階建ての」ピカデリーサーカス建設案を提示した。この案は60年代を通じて存在したが、結局1972年にキース・ジョセフ卿とアーネスト・マープルズによって廃案にされた。というのも、ホルフォード卿の計画では20%程度の交通量増加にしか対応できず、政府が求める50%の交通量増加への対応を満足していなかったからである。
ホルフォード案を参考に、1967年には映画会社Rank Organisationによって短編ドキュメンタリー映画『さよなら、ピカデリー("Goodbye, Piccadilly")』が制作された。しかしながら、南部分が1980年代に大規模な車両乗り入れ禁止化されたことを除けば、ピカデリーサーカスは再開発されていない。

## 周辺地区
ピカデリーサーカスの周りには「エロス」の噴水、ロンドン・パビリオン、クライテリオン・シアターを始めとして、劇場や商店が密集しており、ロンドン市内でもひときわ人の集まる場所である。日本に馴染み深いものとして、ジャパン・センターがピカデリーサーカスのそばにある。また、過去にはロンドン三越（1979年～2013年）が営業していた。

ピカデリーサーカス南側から見るパノラマ (2015年)

### ネオンサインと街頭ディスプレイ

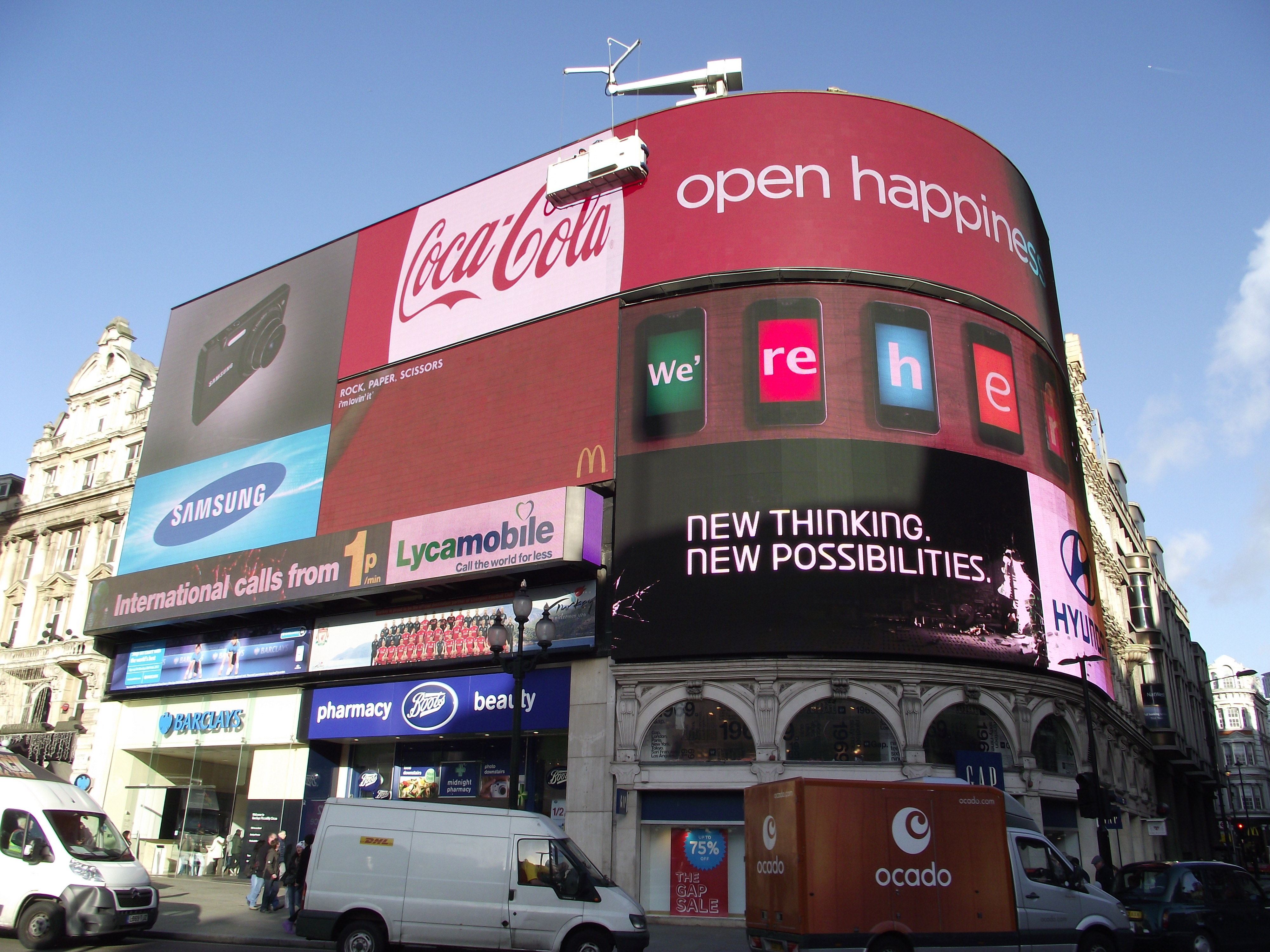
2012年現在のネオンサイン (昼)

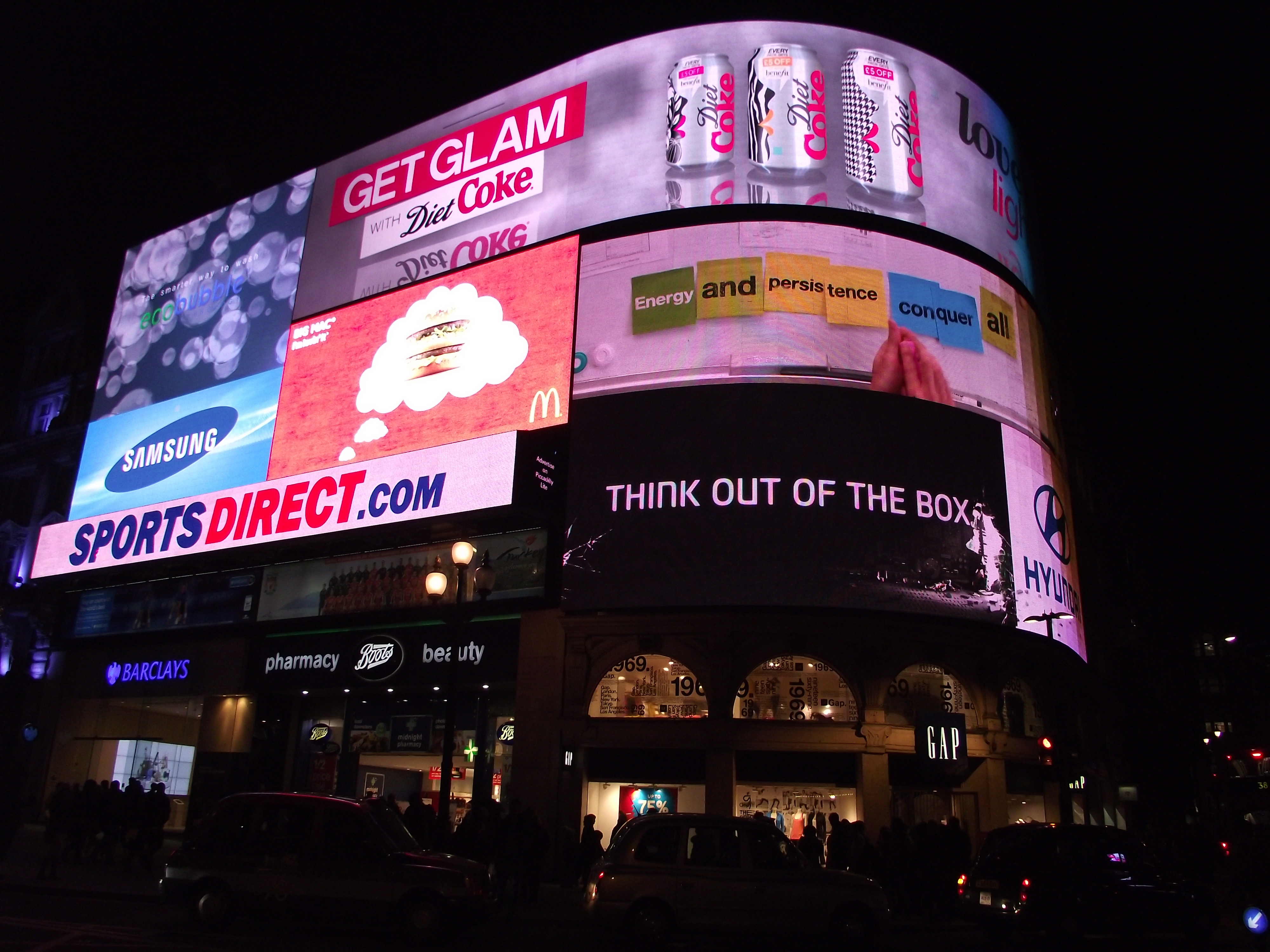
2012年現在のネオンサイン (夜)

ピカデリーサーカス一帯は1900年代初頭から、人の流れが多い他の場所に違わず、数多くのネオンサインがビルの外壁に掲示されていたが、現在ピカデリーサーカスで広告が掲示されているビルは、シャフツベリー・アベニューとグラスロード・ストリートに挟まれた北西の一帯のみである。この北西部分に特別な愛称等は付けられていない（以前モニコ(Monico)という喫茶店がこのビルに入っていたためそう呼ぶ人もいる）。なお、このビルは1970年代からランド・セキュリティ・グループという不動産投資会社が所有している。
ピカデリーサーカスに最初の広告のネオンサインが登場したのは1908年でペリエが出した広告である。
初期の広告には白熱電球が用いられていたが、ネオン管を用いたものへとかわり、一時期にはギネス社による巨大な時計を模したユニークな広告も登場した。短期間だがコカ・コーラ社がプロジェクタを用いた広告を流していたこともあり、しかし2000年代に入りロンドンオリンピックを控え順次LED表示へと変更された。なお、この地区に掲示される広告の数は、広告料が年を追って上昇することにより、減少傾向にある。
第二次世界大戦の影響で1939年から1949年までの間は電光掲示板は消灯されていた。電光掲示板は環境保護キャンペーンなどで消灯されることもあるほか、ウィンストン・チャーチルやダイアナ妃の葬儀の際にも消灯された。

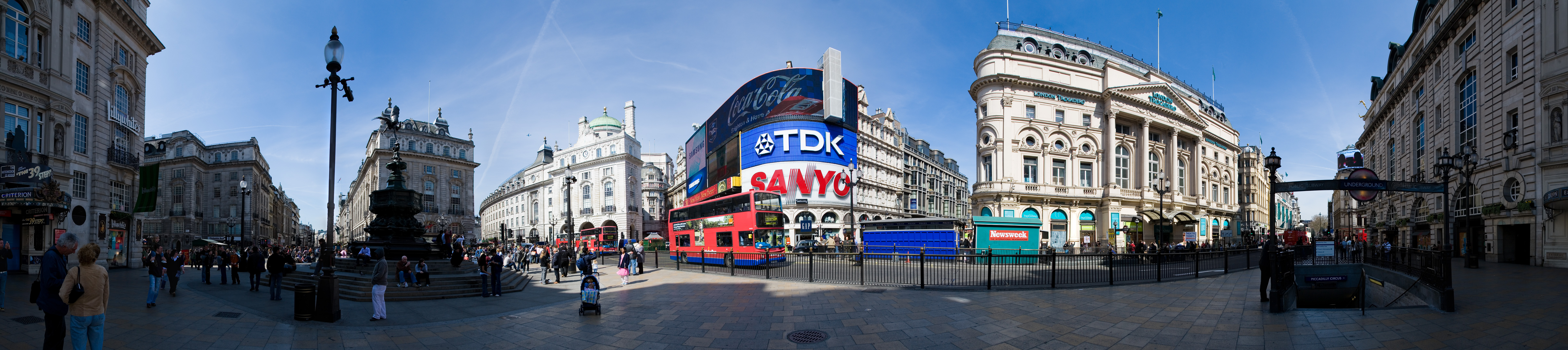
ピカデリーサーカス南側から見るパノラマ (2007年)

2005年現在、この北西部分にはピカデリーサーカスに面して、ブーツ、バーガーキング、GAPが店舗を構えており、他の通りに面した部分はレストランやオフィスとなっている。2003年11月、それまではネスレが広告を掲示していた場所にコカ・コーラがLEDを用いた広告を掲示した。このコカ・コーラ社の広告の下にはTDK、ヒュンダイの広告があり、隣にはマクドナルド社の広告がある。コカ・コーラ社の隣にはサムスンの広告があり、2005年にネオン管からLEDの広告へと変更された。現在ヒュンダイが設置している位置には1978年から三洋電機がネオンサインを設置していたが、パナソニック（同社も現在のサムスンの位置に広告を掲出していた）との合併によるブランド消滅やLED広告への改修費の負担ができなかったため2011年に撤退している。2015年にはTDKも広告を取り下げたため、ピカデリーサーカスから日本企業の広告が姿を消すこととなった。
ボーダフォン社もまたピカデリーサーカスに面したコヴェントリー・ハウスの屋上部分に広告を掲示している。この広告では、ウェブサイトから日時を指定してメッセージを表示するサービスが行われている。
従来は6枚のスクリーンを組み合わせた電光掲示板であったが、2017年の改修により耐久性の高い1枚のスクリーンに変更され企業広告のほかにニュースや天気予報なども表示されることとなった。

### シャフツベリー伯記念噴水と「エロス」

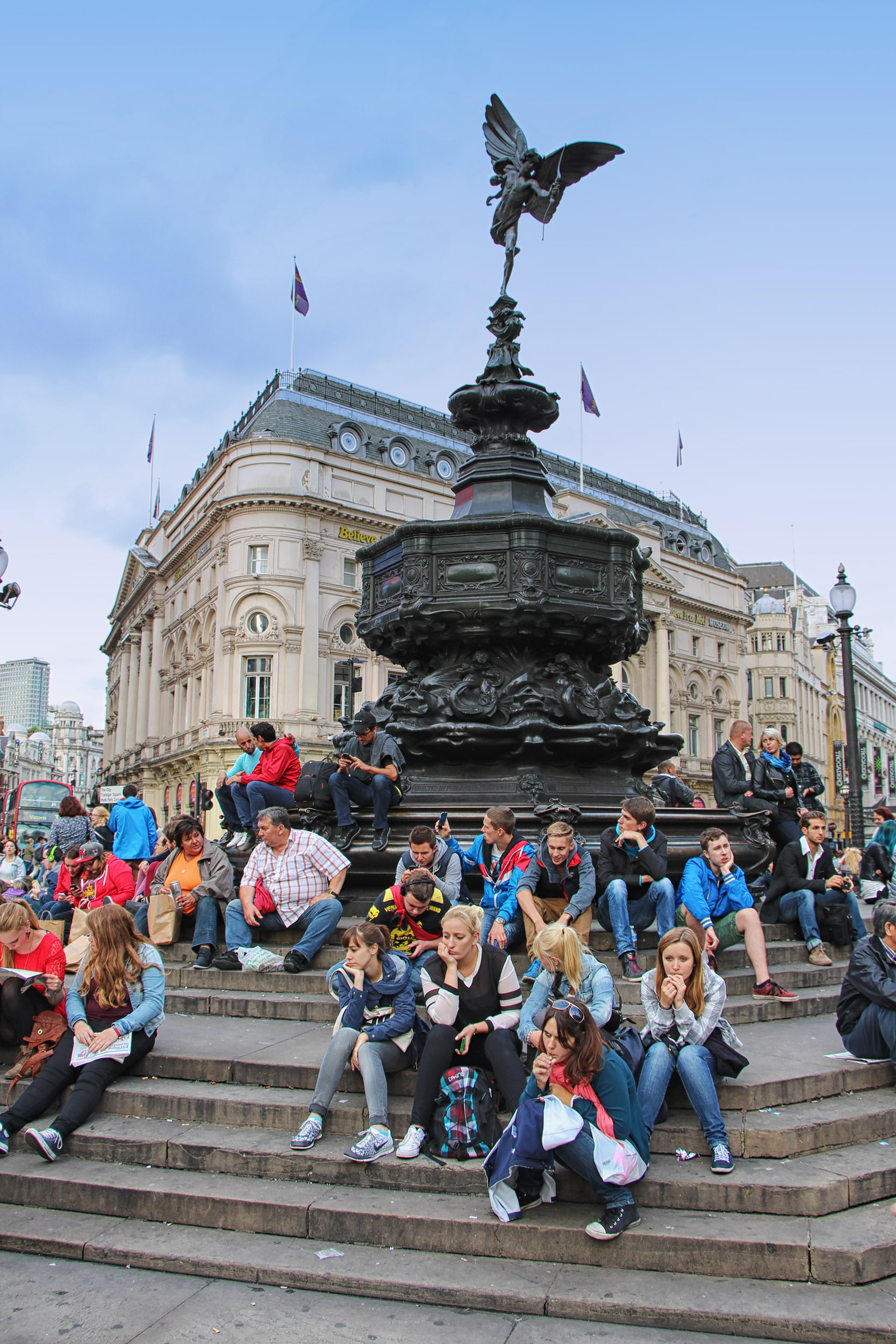
広場中央の噴水とエロス像

広場の中央にある噴水は第7代シャフツベリー伯の活動を記念して建造されたもので、「キリスト教的慈愛を表す天使(The Angel of Christian Charity)」と呼ぶ人もいる。なお、1980年代の改修工事により、当初はシャフツベリー・アベニューの起点である交差点中央から交差点南側の歩道部分に移設されている。
この噴水は1892年から93年に建造されたものである。設計者はアルフレッド・ギルバートであり、噴水の頂点には翼を広げた「キリスト教的慈愛を表す天使」の像が備え付けられている。なお、この像はギリシャ神話の愛の神である「エロス」と呼ばれることが多いが、ギルバートはエロスの双子の弟であるアンテロスを意識してこの像を設計している。「エロス」は1つのロンドンの象徴として認識されているため、イブニング・スタンダード紙は奥付欄にこの像のイラストを採用している。
デザインが裸であるため、建造時には公共空間にそのような像は相応しいかどうか、という議論も起こったが、現在では市民に広く受け入れられている。「エロス」についてアート誌は次のように述べている。「…私たちの街の通りに多い、退屈で醜い彫刻とは真に対照的な作品であり、…(中略)…これまでの侘しかった公共空間を美しく彩る作品である一方、市民の嗜好をより素晴らしい方向へと導く作品でもあり、加えてかつてのような途方もなく奇怪な作品がこれ以上この街に創造されることから解き放つ作品でもあろう。」
素材はアルミニウムであり、アルミニウムで製作された像はこれが世界で最初のものである。以前はシャフツベリー・アベニューの方向、すなわち交差点真ん中から北方向を指し示していたのだが、第二次世界大戦中は、この噴水の上部に取り付けられている「キリスト教的慈愛を表す天使」は取り外され、広告が備え付けられていたが、1948年に元に戻されている。
この「エロス」が本来は双子の弟、アンテロスを意識して制作されたという事実は、ウェストミンスター区の記録に残っている。アルフレッド・ギルバートはこの像の制作依頼が舞い込んだ時、既にアンテロスを模した像を制作し終えており、第7代シャフツベリー伯の慈善活動への姿勢がまさに「私心のない愛の天使」そのものだと感じたため、同様のモチーフで再度像を制作しようと試みた。ギルバートはアンテロスを通して、「エロスもしくは天使のような、軽薄な暴君とは正反対の、思慮深く成熟した愛」を描こうと考えていた。この像のモデルとなったのは16歳のイタリア人アンジェロ・コラロッシである。この像が設置された時、像はドーセット州にある伯爵の大邸宅、ウィムボーン・セント・ジャイルズの方向を指し示していた。
この像が公開された時、市民からは多くの苦情が寄せられた。あるものは劇場街であるこの街にふさわしくない下品なものであると非難し、またあるものは非常に穏当で尊敬されている伯爵に敬意を表するための作品としては生々しすぎるのではないか、と非難した。異論の一部は、この像の名を「キリスト教的慈愛を表す天使」と改めること、つまりギリシャ神話におけるアンテロスの役割をキリスト教の神々の行為として(虚構ではあるが)紹介することで幾分和らげることができた。しかしこの名前が広く知れ渡ることはなく、再び官能的な愛を表す「エロス」の名前で呼ばれることとなった。
この像は人びとから人間の貪欲さを表現した像であると見なされるまでになり、半裸の「エロス」の指し示す方向は絶対的な堕落の象徴、すなわち近隣地区の歓楽街として発展したソーホーの方角であるシャフツベリー・アベニューへと向けられた。ギルバートは生前この像について次のように述べている。「この噴水には3000ポンド以上の銅が費やされている。取り壊して再びペニー銅貨へと鋳造しなおせばいい。そして、この世界で最も巨大な都市の永遠の恥であり不名誉でもある、テムズ河岸通りで夜な夜な死体として発見される不運な人たちに分け与えればいいではないか。」

### クライテリオン・シアター
主要記事:クライテリオン・シアター
クライテリオン・シアターは、イングリッシュ・ヘリテッジにより指定建造物(Listed building)第二級に認定されている、ピカデリーサーカス南側にある劇場である。地上に位置するチケット販売ブースを除き、およそ600を数える客席は地下に位置し、階段が下方向へと延びている。柱が二階席(dress circle)と三階席(upper circle)を支える形で存在するため、柱により視界が制限される座席も多い。
クライテリオン・シアターの設計者はトーマス・ベリティであり、元はコンサートホールとしての使用を計画されていたが、1874年3月21日に劇場としてオープンした。1883年には、換気を改善するために一旦閉鎖され、それまで用いられていたガス灯を電灯へと交換する工事を行い、翌年営業を再開。1989年に再度閉鎖され、大幅に改修工事を行い、1992年10月に再オープンした。

### ロンドン・パビリオン

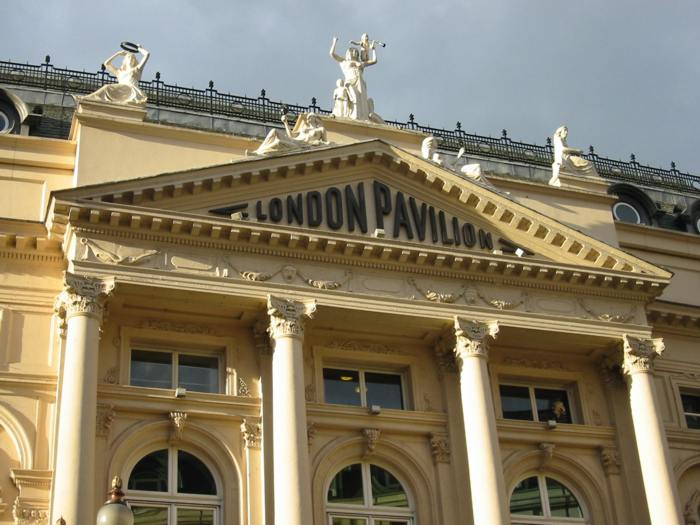
ロンドン・パビリオン

ピカデリーサーカスの北東角、シャフツベリー・アベニューとコヴェントリー・ストリートに挟まれた部分にある建物がロンドン・パビリオンである。1859年、ミュージックホールとして最初のロンドン・パビリオンが建設された。1885年、シャフツベリー・アベニューの建設に際し、この建物の敷地を通りが貫くこととなり、現在の位置に建て直された。1923年には電光掲示板が建物の外壁に取り付けられている。
1934年に大規模な改修工事を行い、ロンドン・パビリオンは映画館へと生まれ変わる。1986年には、外装を1885年当時の状態で保存したまま内部を建て直し、ショッピングセンターとなった。2000年には隣接するトロカデロ(Trocadero)に通路が接続され、2003年には外壁の表示も「ロンドン・トロカデロ(London Trocadero)」へと変更された。現在はビルの地下部分はピカデリー・サーカス駅と直結している。

### 周辺の商業店舗
ウエスト・エンドの中心地であるため、近隣には小売店が非常に多い。リージェント・ストリートとピカデリーに挟まれたピカデリーサーカス西側には、以前はタワーレコードの店舗があり、現在は買収によりヴァージンメガストアが営業を行っている。なお、この店舗の地下部分はピカデリー・サーカス駅と直結している。また、同業種のHMVがロンドン・トロカデロに店舗を構えている。イギリス国内に幅広く店舗を展開するスポーツショップ、リリーホワイト(Lillywhites)も1925年以来、ピカデリーサーカス南側で営業を行っている。
ピカデリーサーカス周辺には日本に関連した小売店もいくつかある。「ロンドン三越」が南約150mの位置に、「ジャパン・センター」が西約50mの位置に、その他「らいすわいん」、「ありがとう」といった日本食や日本の書籍を販売する店舗が存在する。
また、ピカデリーサーカス北東約300mの位置にはヨーロッパ最大規模の中華街がある。

## 現代文化におけるピカデリーサーカス
イギリスには、「まるでピカデリーサーカスのようだ」という句がある。これは人びとがとても忙しそうに動いている場所や状況を指して用いられる。また、ピカデリーサーカスに長時間いる人は、顔見知りの人とばったり出くわしてしまい、遂には知っている人全員と出会ってしまう、という意味でも用いられる。アメリカでは、同じような表現の句として、「まるでグランド・セントラル駅のようだ」という言葉がある。これらの言葉に由来するかどうかは定かではないが、第二次世界大戦の際、D-デイにおける連合国艦隊の英仏海峡での集合地点を表す暗号として、「ピカデリーサーカス」が用いられた。
ピカデリーサーカスは芸術家にとって刺激的な場所でもあるようで、モチーフとして用いられることもしばしばある。イギリス人の画家チャールズ・ジンナー(Charles Ginner)は1912年に『ピカデリーサーカス』という名前の絵画を発表しており、この絵は現在テート・ブリテンに所蔵されている。写真家のポール・マッカーシー(Paul McCarthy)は2冊におよぶ320ページの写真集、『ピカデリーサーカス』を発表している。
音楽でもピカデリーサーカスの名を冠した楽曲が複数ある。スウェーデンの歌手ペニッラ・ヴァールグレーン(Pernilla Wahlgren)の1985年のヒット曲や、北アイルランドのパンク・ロックバンドスティフ・リトル・フィンガーズ(Stiff Little Fingers)も、1981年のアルバム『ゴー・フォー・イット(Go for It)』で、「ピカデリーサーカス」という楽曲を発表している。なお、この楽曲は北アイルランド問題に関連して、ロンドンへ移住した彼らの友人の実話を基にして制作されている。また、1996年にはイギリスのバンド、スクイーズ(Squeeze)がピカデリーサーカスの写真をジャケットに使用したコンピレーションアルバム『ピカデリー・コレクション(Piccadilly Collection)』を発表している。日本でも、松任谷由実が2009年のアルバム『そしてもう一度夢見るだろう』において、その1曲目で事実上のタイトルチューンとして「ピカデリー・サーカス」という楽曲を発表している。また、杉真理、松尾清憲、上田雅利、伊豆田洋之、風祭東、橋本哲というBOXとオールウェイズのメンバーにより結成されたバンドにPicadilly Circusの名前がつけられている。
イギリス出身のミュージシャンの楽曲には、ピカデリーサーカスについて歌ったものが多い。ダイアー・ストレイツの"Wild West End"(『Dire Straits』(1978年)に収録)はピカデリー近辺の街を歌った曲であり、モリッシーの"Piccadilly Palare"(『Bona Drug』(1990年)に収録)もピカデリー界隈の男娼の人生について歌った曲である。なお、"Palare"とは"Polari"とも綴られ、イギリスのゲイコミュニティにおいて「話す」や「会話」などを意味する隠語の一つである。ジェスロ・タルの"Mother Goose"(『Aqualung』(1971年)に収録)にもピカデリーサーカスについて歌った歌詞があり、ザ・サンデーズ(The Sundays)の"Hideous Towns"(『Reading, Writing, and Arithmetic』(1990年)に収録)もピカデリーサーカスを歌った楽曲である。
イギリス以外のミュージシャンの楽曲では、ジャマイカ出身のミュージシャンボブ・マーリーが1973年に発表したアルバム『キャッチ・ア・ファイア』に収録されている曲、"Kinky Reggae"がある。
文学では、アンソニー・ホロヴィッツ(Anthony Horowitz)のスパイ小説『ストームブレイカー(Stormbreaker)』にロンドンのランドマークが多数登場し、その中の一つとしてピカデリーサーカスが登場する。日本では、萩尾望都の漫画作品『ポーの一族』(1972年-1976年)の一篇に、ピカデリーサーカス周辺を舞台とした「ピカデリー7時」(1975年)がある。
ゲームでは、コナミが1976年に同名のゲーム機(ピカデリーサーカス_(ゲーム))を製造し稼働させている。